# Jéssica Silva
Jéssica Lisandra Manjenje Nogueira Silva (Vila Nova de Milfontes, 11 dicembre 1994) è una calciatrice portoghese, attaccante del Gotham e della nazionale portoghese.

## Carriera

### Club
Silva ha iniziato la sua carriera nel 2004 con la União Recreativa Ferreirense di Anadia, lasciando la società nell'estate del 2011 per unirsi al club di prima divisione Clube de Albergaria Con la nuova maglia, Silva ha fatto il suo debutto in Campeonato Nacional de Futebol Feminino, massima divisione portoghese di categoria, nell'autunno 2011, condividendo con le compagne il 3º posto al termine del campionato.
Dopo altre due stagioni nel Campeonato Nacional, concluse rispettivamente al 2º e al 4º posto nella fase finale, durante la sessione estiva di calciomercato 2014 decide di trasferirsi all'estero per la prima volta in carriera, firmando un contratto con il Linköping, dove raggiunge la connazionale Cláudia Neto. Debutta in Damallsvenskan, livello di vertice del campionato svedese, il 10 agosto, rilevando Kristine Minde a tempo quasi scaduto nell'incontro casalingo vinto per 2-0 sull'Umeå IK. Il tecnico Martin Sjögren, tuttavia, non le lascia molto spazio, impiegandola in campionato in un'altra sola occasione maturando complessivamente solo una ventina di minuti di gioco.
Fatto ritorno in Portogallo e con il suo precedente club, disputa con l'Albergaria un'altra stagione e mezza, tornando a concludere al 2º posto il campionato 2015-2016 alle spalle del CF Benfica.
Nell'estate 2016 Silva viene chiamata a formare l'organico del Braga, squadra neocostituita che, iscritta al suo primo Campeonato Nacional, si rivela già molto competitiva, terminando alle spalle del Sporting Lisbona, al suo primo titolo di campione di Portogallo, e giocando con loro la finale, persa ai supplementari per 2-1, di Coppa del Portogallo.
Per la successiva stagione decide di affrontare il suo secondo campionato estero, firmando un contratto biennale con le spagnole del Levante. Nelle due stagioni passate con il nuovo club coglie rispettivamente un 8º e un 3º posto in Primera División, marcando complessivamente 41 presenze e realizzando 6 reti, mentre in Coppa della Regina la squadra non va mai oltre i quarti di finale.
Nel giugno 2019 Silva decide di trasferirsi per la sua terza esperienza all'estero, firmando un contratto biennale con le campionesse di Francia in carica dell'Olympique Lione. Alla sua prima stagione con il nuovo club, pur con all'attivo poche presenze causa un grave infortunio al piede, condivide con le compagne il treble campionato, terminato anzitempo per le restrizioni dovute alla pandemia di COVID-19, Coppa e Champions League, diventando la prima giocatrice portoghese a vincere la Champions "al femminile" con il club di Lione. Nella successiva stagione 2020-2021 la portoghese, pure ristabilitasi dall'infortunio fatica trovare spazio in una stagione difficile per la squadra, non riuscendo a ritrovare la fiducia né nel tecnico Jean-Luc Vasseur né in Sonia Bompastor che lo sostituisce dopo l'esoonero, non marcando alcuna presenza in nessuna delle competizioni disputate dall'OL.
Scaduti i termini contrattuali, ha finalizzato un accordo con il Kansas City NWSL, squadra neocostituita che dalla stagione 2021 è iscritta alla National Women's Soccer League (NWSL), unica portoghese in organico. Ha giocato per la squadra statunitense fino alla fine della stagione, per poi far ritorno in Portogallo nel gennaio 2022, accordandosi col Benfica.

### Nazionale
Silva viene chiamata dalla federazione calcistica del Portogallo (FPF) per indossare la maglia della nazionale Under-19 fin dal 2010, convocata dal tecnico Mónica Jorge in occasione qualificazioni al campionato europeo di Italia 2011, facendo il suo debutto in una competizione UEFA, appena sedicenne, il 31 marzo 2011, partendo titolare nell'incontro perso per 2-0 con le pari età della Norvegia. Impiegata in tutti i tre incontri della seconda fase, condivide con le compagne l'unica vittoria per 2-1 con la Croazia, ottenuta in zona Cesarini, ma causa le altre due sconfitte il Portogallo vede fallire l'accesso alla fase finale. Rimasta in rosa anche per l'anno successivo, Jorge le rinnova piena fiducia impiegandola in tutti i sei incontri della fase di qualificazione all'Europeo di Turchia 2012, dove la sua nazionale, dopo aver ottenuto il secondo posto nel gruppo 2 durante la prima fase, chiude con due vittorie e una sconfitta il gruppo 1 della fase successiva, con 7 punti a pari merito della Norvegia, ma grazie alla vittoria sulle scandinave ottiene lo storico accesso alla fase finale, prima volta per una formazione femminile portoghese in un torneo ufficiale UEFA. Silva disputa tutti i quattro incontri della fase finale fino alle semifinali, i tre della fase a gironi, con il Portogallo che passa il turno chiudendo al secondo posto il girone A, e venendo eliminato dalla Spagna vittoriosa per 1-0 al turno successivo. Ancora in rosa per la qualificazione all'Europeo di Galles 2013 Silva scende in campo in tutti i sei incontri delle due fasi, la seconda chiusa nel gruppo 5 con una vittoria e due sconfitte, risultati che precludono al Portogallo l'accesso alla fase finale. L'incontro del 9 aprile 2013, perso per 1-0 con l'Islanda, è l'ultimo giocato da Silva con la maglia della formazione Under-19.
Nel frattempo Mónica Jorge, che ricopre anche l'incarico di commissario tecnico della nazionale maggiore, decide di convocarla anche nella formazione "senior", chiamandola in occasione delle qualificazioni all'Europeo di Svezia 2013, facendo il suo debutto il 19 novembre 2011, nell'incontro perso per 1-0 in casa con l'Austria, rilevando Carolina Mendes all'81' e venendo sanzionata con un cartellino giallo prima del termine della partita.
Fa ritorno alla nazionale dopo più di un anno, inserita nel dicembre 2012 nella rosa che partecipa al Torneio Internacional Cidade de São Paulo 2012, venendo impiegata in tutti i quattro incontri del torneo concluso dal Portogallo al quarto e ultimo posto.
L'anno seguente viene convocata per l'Algarve Cup 2012, dove scende in campo in tutti i quattro incontri della sua nazionale, le due vittorie con Irlanda e Ungheria e la sconfitta con il Galles nella fase a gironi e concluso con la sconfitta e l'ottavo posto nella finalina persa 1-0 con la Cina.

## Palmarès

### Club

#### Competizioni nazionali
- Campionato francese: 1

Olympique Lione: 2019-2020
- Coppa di Svezia: 1

Linköpings: 2013-2014
- Coppa di Francia: 1

Olympique Lione: 2019-2020
- Campionato portoghese: 2

Benfica: 2022-2023, 2023-2024
- Coppa di Lega portoghese: 2

Benfica: 2022-2023, 2023-2024

#### Competizioni internazionali
- UEFA Women's Champions League: 1

Olympique Lione: 2019-2020